# Armando Moreno
 Armando Moreno (Argentina, 29 de mayo de 1921 –Bogotá Colombia, 8 de octubre de 1990) cuyo nombre real era Armando Bassi, fue un cantor que durante muchos años integró la orquesta de Enrique Rodríguez. 

## Actividad profesional
Tenía 18 años cuando lo contrató el bandoneonista Enrique Rodríguez para reemplazar al cantor Roberto Flores (Chato) en su orquesta. Debutó en Radio Belgrano y al año siguiente grabó el pasodoble Ay Catalina y el tango No te quiero más en un disco y el foxtrot Amor en Budapest y la polka María de Wilhelm Grosz con letra en castellano de Enrique Cadícamo, en el siguiente; dado el suceso obtenido por la polka se la incluyó en la película Hogar, dulce hogar, dirigida por Luis José Moglia Barth con la participación de Rodríguez y Moreno.
En 1941 la orquesta grabó 20 temas, de los cuales 17 contenían la voz del Niño Moreno, como lo llamaban por su rostro siempre juvenil, y cosecharon nuevos éxitos. Cuando amenizaban bailes su público pedía con insistencia la interpretación de dos obras de Rodríguez, Tengo mil novias y Son cosas del bandoneón, que el Chato Flores había cantado y grabado con éxito.
En 1944, con motivo de sus bodas de plata, el sello Odeon celebró una fiesta en el estadio del Luna Park en la que actuaron los mejores artistas de la discográfica: las orquestas de Francisco Canaro, de Alberto Castillo, de Miguel Caló, de Rodolfo Biagi  y la de Enrique Rodríguez con Armando Moreno.
Con su primer cantor, Roberto Flores (El Chato), la orquesta de Enrique Rodríguez grabó 35 temas y con Armando Moreno registró alrededor de 200 obras.
En 1944 Rodríguez intentó modificar el estilo de su orquesta para lo cual incorporó a Armando Cupo como pianista y arreglista, a Roberto Garza como bandoneonista y arreglista y a Omar Murtagh como ejecutante del violonchelo y del contrabajo en forma alternada, llegando a interpretar con notable acierto instrumental tangos como Naranjo en flor, La vi llegar, Luna llena, Y así nació este tango y El africano, pero el público no gustó del cambio y, en 1946, ya desvinculados Cupo y Garza, retornó al estilo anterior y lo mantuvo durante el resto de su trayectoria. Moreno también se separó en 1946 de Enrique Rodríguez y formó rubro con Garza, un destacado compositor de los tangos No te apures Carablanca y Sosiego en la noche.
Era común en la época que se formaran nuevas agrupaciones orquestales,  que contaban con vocalistas notables volcadas totalmente al ritmo del tango y a la exigencia de los bailarines: por otra parte, las que incluían otros ritmos, encontraban resistencias en ese mismo público. El binomio intentó ese camino con un repertorio renovado, si bien mantenía los exitosos Tengo mil novias y Son cosas del bandoneón, pero no pudo afianzarse.
A fines de 1948 el cantor Héctor Pacheco se desvinculó de la orquesta de Alfredo Attadia, quien convocó a Armando Moreno a integrarse al conjunto donde ya estaba el cantor Jorge Beiró. Con esa formación, Moreno grabó para el sello Pathe, los tangos Las cuarenta, Araca corazón y El Yacaré, que ya había sido grabado anteriormente por Ángel Vargas con Ángel D'Agostino. En 1950, se incorporó junto a Enzo Valentino a la orquesta de Domingo Federico y al año volvió con Enrique Rodríguez, para suplir a Roberto Videla. Dos años más tarde regresó con Federico y grabó con su formación 17 temas entre los cuales estaban Ronda sentimental, de autoría del director, A bailar, En la buena y en la mala, Otario que andás penando, Percal y Tristezas de la calle Corrientes, entre otros. 
En 1958 volvió por última vez con Rodríguez, y junto a los cantores Omar Quiroz y Oscar Corvalán logró un nuevo éxito popular con los corridos Adelita y Señorita Luna. En la primera mitad de la década de 1960 participó de extensas giras a distintos países de América hasta 1965 y después, ya como solista, actuó en distintos espectáculos en Buenos Aires y en el interior del país, hasta que se radicó en Colombia, donde el tango seguía vigente.
Vivía  en Bogotá y cuando estaba en plena actividad falleció el 8 de octubre de 1990 por una neumonía.

## Valoración
Dice Abel Palermo de Armando Moreno:

”Fue un artista esencialmente popular, por su repertorio y por la atracción con el público, pero esa condición no significaba que fuera un intérprete menor, todo lo contrario, fue un muy buen cantor. Hacía de todo, interpretaba cualquier cosa, pero cuando lo escuchamos haciendo tangos, su fraseo atenorado nos hace recordar a Charlo. Era afinado y tenía media voz. Pese al clima festivo de la orquesta que lo acompañó casi toda su carrera, era un cantor pulcro y de buen gusto.” 

También opinó Palermo:

"Con Garza, Attadía y Federico, nunca tuvo el éxito popular que consiguió con Enrique Rodríguez, pero con ellos pudo demostrar su capacidad interpretativa, con un repertorio totalmente tanguero."